# Gare de Bråstad
La gare de Bråstad (en norvégien : Bråstad stasjon) est une halte ferroviaire norvégienne de la ligne d'Arendal, située sur le territoire de la commune d'Arendal dans le comté d'Agder en région Sørlandet.
Elle est mise en service en 1908. C'est une halte voyageurs des Norges Statsbaner (NSB) desservie par des trains locaux.

## Situation ferroviaire
Établie à 39 mètres d'altitude, la gare de Bråstad est située au point kilométrique (PK) 312,52 de la ligne d'Arendal, entre les gares ouvertes de Rise et de Stoa.

## Histoire
La « station de Braastad » est mise en service le 23 novembre 1908.
Elle est renommée Bråstad en 1921 et devient une simple halte voyageurs en janvier 1976.

## Service des voyageurs

### Accueil
Halte NSB, c'est un point d'arrêt non géré à accès libre. Elle dispose d'un abri.

### Desserte
Bråstad est desservie par des trains locaux de la relation Nelaug - Arendal.

### Intermodalité
Un parking, de cinq places, pour les véhicules y est aménagé.